# Le Trétien
Le Trétien est un village de la commune de Salvan, en Suisse.
Le village est sur le parcours du chemin de fer touristique du Mont-Blanc Express entre Martigny et Chamonix-Mont-Blanc.

## Population

### Gentilé et surnom
Les habitants du village se nomment les Trétiennins.
Ils sont surnommés les Piques ou Pics, le village se situant au-dessus de précipices « à pic ».